# Roche Fleurie
La roche Fleurie est un sommet situé à 2 573 m d'altitude dans le massif des Cerces entre les communes françaises d'Orelle et de Freney en Savoie, dans la région Auvergne-Rhône-Alpes.

## Toponymie
Si la roche désigne une proéminence rocheuse, le terme Fleurie est un adjectif désignant la flore du lieu rocheux. Une table d'orientation municipale située sous la chapelle Notre-Dame-des-Anges d'Orelle à l'Arcellin nomme le sommet le « rocher Fleuri ».

## Géographie

### Situation
La roche Fleurie est située à 2 573 m entre les communes d'Orelle et de Freney. Ce sommet surplombe la forêt d'Orelle sur son ubac mais également le barrage de Bissorte sur son versant ouest ; au-delà de celui-ci se trouve le mont Coburne. Par des crêtes, la roche Fleurie est reliée au pic Noir (au sud) et au rocher de Bonnenuit (au sud-est).

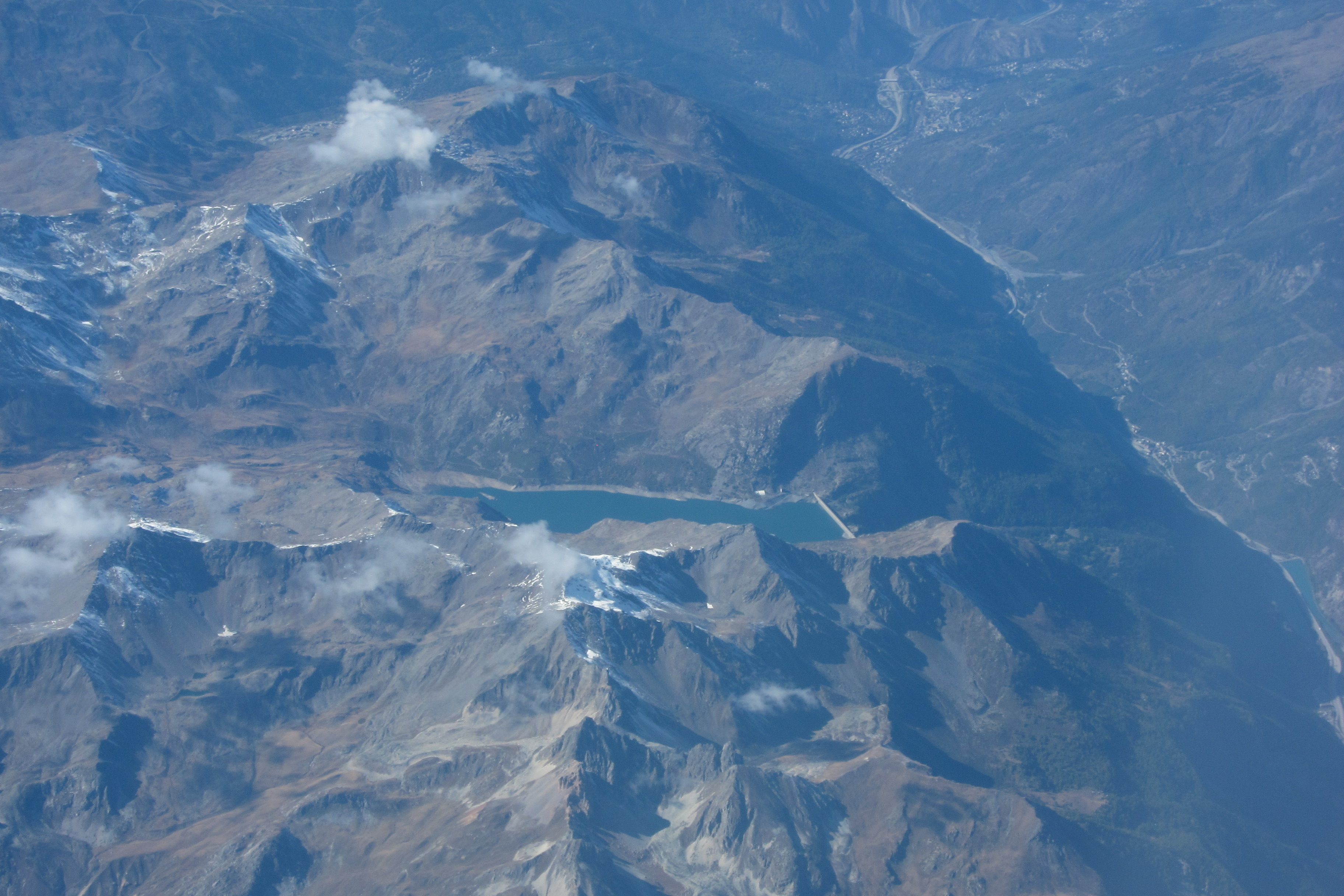
Vue aérienne du lac de Bissorte avec la roche Fleurie au premier plan à droite.
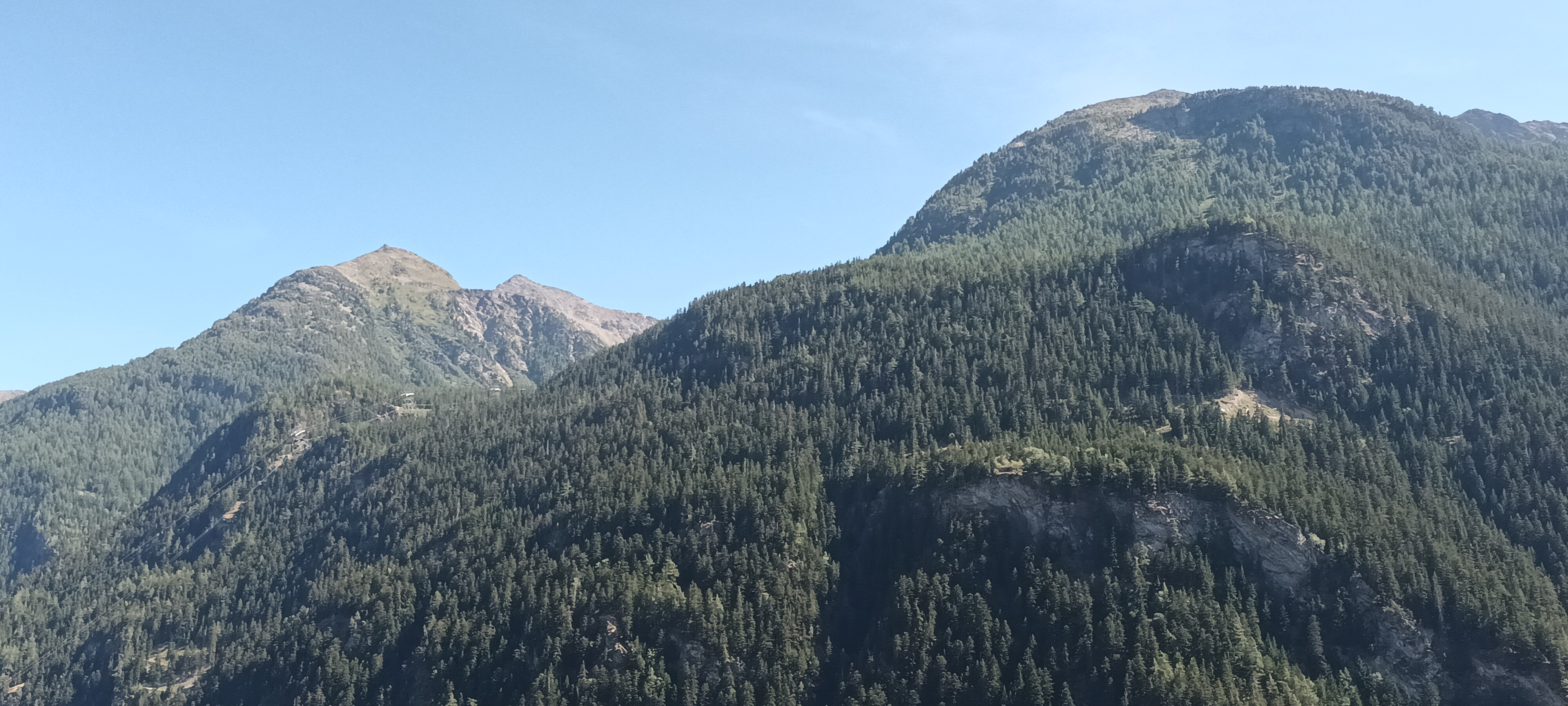
Vue de la roche Fleurie (au premier plan à gauche), du pic Noir (derrière à gauche) et du mont Coburne (à droite).
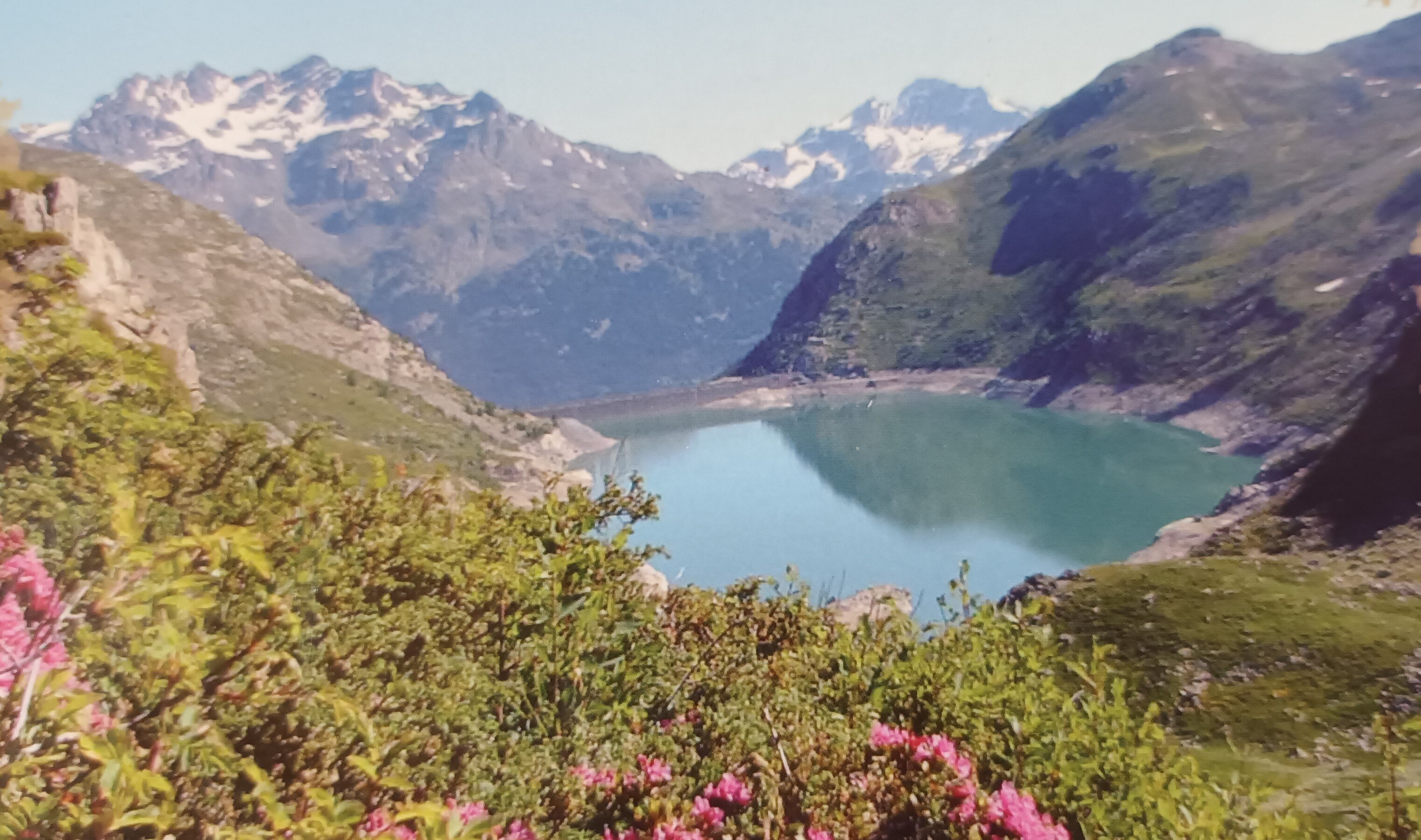
Vue du lac de Bissorte avec la roche Fleurie à droite.

### Géologie
Ce sommet est principalement constitué de conglomérats, de grès et d'arkoses micacés, de schistes (surtout des lutites et des siltites), de charbon (particulièrement de l'anthracite), datant d'entre le Westphalien et le Stéphanien inférieur. Un sill de diorite et micrograniodiorite ou de dolérite formées jusqu'au Permien se trouve sur le versant sud-est.

## Histoire

### Éboulement d'août 2023

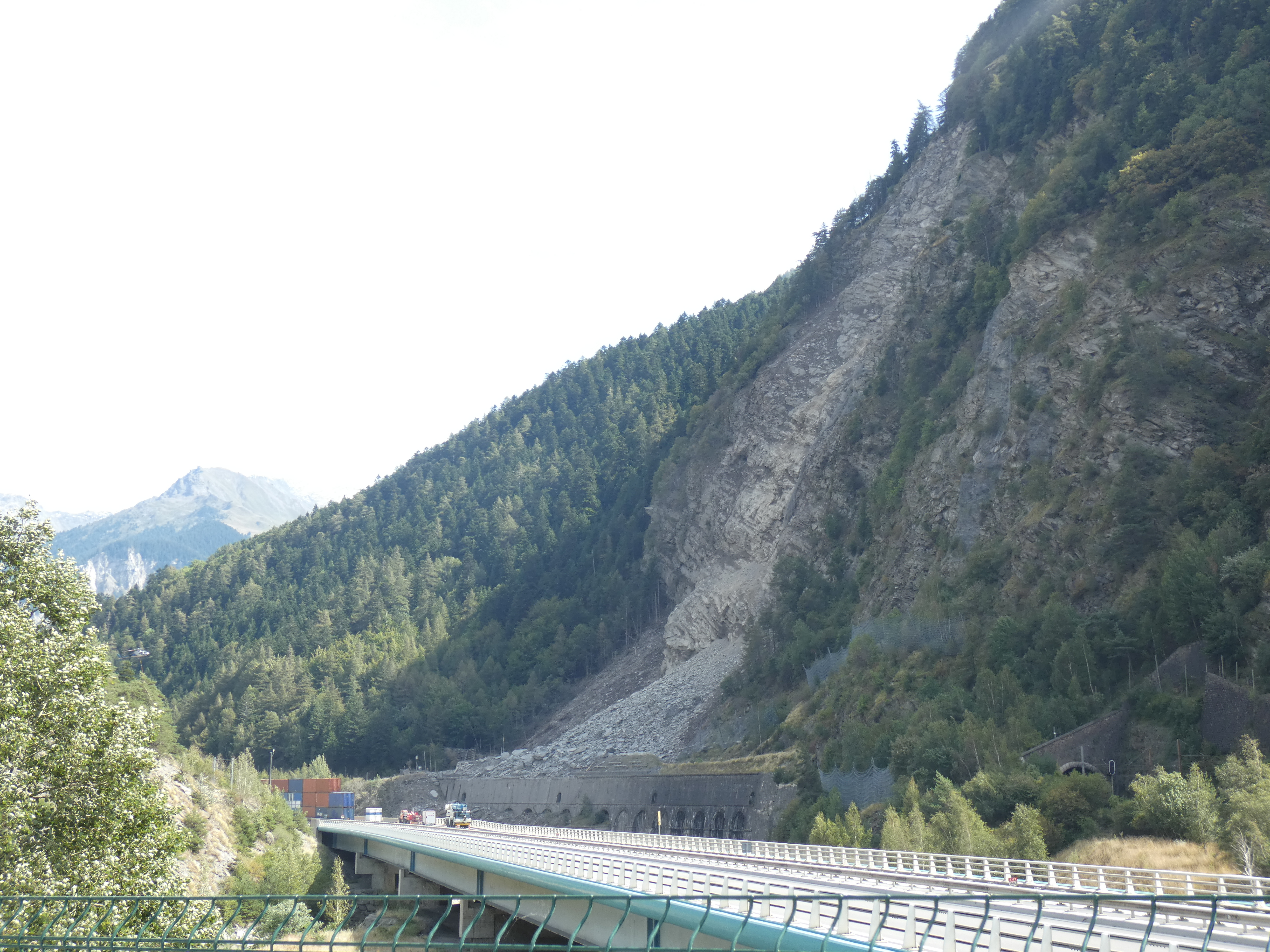
L'éboulement de 2023 sur la falaise de la roche Fleurie.

Le 27 août 2023, un pan de falaise (pourtant grillagé) situé sur l'ubac de la roche Fleurie sur la commune de Freney s'éboule en rive gauche de l'Arc, à la hauteur de la station d'épuration de la Praz sur la commune de Saint-André en rive droite,. Les matériaux rocheux s'écrasent sur le toit du tunnel ferroviaire de la Brèche ainsi que sur la route départementale 1006 située en contrebas pour finir leur course dans le lit de l'Arc ; une partie du nuage de poussière envahit le bas de la vallée et le pont de l'A43 qui franchit l'Arc alors que des véhicules sont en circulation,,.
Avec un volume d'au moins 10 000 m3 de roche, c'est le plus gros éboulement survenu sur le réseau ferroviaire français en 45 ans.

## Accès
L'accès le plus simple pour se rendre à la roche Fleurie est de suivre la piste du Prec sur la commune d'Orelle. Arrivé au parking de ce lieu-dit, il suffit d'entamer une marche d'une heure environ jusqu'au barrage de Bissorte, puis de se concentrer sur sa rive gauche,.